# Jon Tester
Jonathan „Jon” Tester (ur. 21 sierpnia 1956 w Havre, Montana) – amerykański polityk partii demokratycznej, przewodniczący stanowego senatu Montany (2005–2007), od 2007 senator Stanów Zjednoczonych z Montany.

## Życiorys
Polityczną karierę rozpoczął w 1998, kiedy po raz pierwszy został wybrany do stanowego senatu stanu Montana. W 2001 został wybrany na zastępcę lidera mniejszości i ponownie wybrany w 2002. W 2003 został już liderem mniejszości. W 2005 po przejęciu większości przez Partię Demokratyczną został przewodniczącym izby wyższej stanowego parlamentu (President of the Montana Senate).
W wyborach do Senatu USA w 2006 zmierzył się z urzędującym senatorem Conradem Burnsem i pokonał go (198 302 głosów za Testerem i 195 455 za Burnsem). 3 stycznia 2007 zastąpił go w Senacie.